# Hyatt Cove
Die Hyatt Cove ist eine Bucht an der Danco-Küste des Grahamlands auf der Antarktischen Halbinsel. In der Flandernbucht liegt sie zwischen Punta Martin im Westen und dem Sonia Point im Osten.
Teilnehmer der Belgica-Expedition (1897–1899) des belgischen Polarforschers Adrien de Gerlache de Gomery entdeckten sie und kartierten sie grob. Detailliertere Kartierungen nahmen in den 1950er Jahren argentinische, britische und chilenische Expeditionen vor. Das UK Antarctic Place-Names Committee benannte die Bucht 1986 nach Raymond Henry Hyatt (* 1925), der von 1970 bis 1985 die Abteilung für Kartographie im Foreign and Commonwealth Office geleitet hatte.